# 层 (数学)
数学中，层（sheaf，或译束、捆）是一种系统地追踪数据的工具。数据附着在拓扑空间的开集上，局部定义于开集本身。例如，数据可以是定义在开集上的连续函数环。这些数据的行为是良好的：可限制在更小的开集中，而且（直观地说）每个数据都是其组成数据之和。这样，它们是研究有局部本质的实体的全局行为的自然工具，例如开集，解析函数，流形，等等。
研究层的数学领域叫做层论（sheaf theory）。
从概念上讲，层是比较一般、抽象的数学对象，其正确定义是相当技术性的。例如，根据分配给开集的数据类型，可分为集合层、环层等。
相同類型的層之間可以定義映射（或称态射），這使得（同類型的）层构成了一個范畴。另一方面，每个连续映射都关联着直像函子（将定义域上的层与态射送到到达域的层与态射）和反像函子（代表相反的运算）。这些函子及其部分变体是层论的重要组成部分。
层由于其普遍性与多功能性，在拓扑学，特别是代数几何与微分几何中有多种应用。
- 微分流形或概形等的几何结构可用空间上的环层表示。这时，向量丛与除子等几何结构都可很自然地用层表示。
- 层为非常一般的上同调论提供了框架，其中也包括“通常”的拓扑上同调论，如奇异上同调。特别是在代数几何与复流形理论中，层上同调为空间的拓扑与几何属性提供了有力的联系。
- 层提供了D模理论的基础，进而为微分方程理论找到了应用。
- 可将层推广到比拓扑空间更一般的场景，如格罗滕迪克拓扑，为数理逻辑和数论提供了应用。

## 定义与例子
在很多数学分支中，很多定义在拓扑空间X上的结构（如微分流形）可很自然地「局部化」或「限制到」开子集{\displaystyle U\subset X}：典型例子如连续实值或複值函数、n次可微函数、有界实值函数、向量场、空间上任意向量丛的截面等等。将数据限制在更小开子集上的能力产生了预层（presheaf）的概念，粗略地说就是局部数据可粘合到全局数据。

### 预层
设X为拓扑空间，C是范畴（常是集合范畴、交换群范畴、交换环范畴，或固定的环上的模范畴)。C中的物件在空间X上的预层（presheaf） {\displaystyle F} 由如下数据给出：
- 对每個开子集{\displaystyle U\subset X}， {\displaystyle F} 給出一個C中的物件 {\displaystyle F(U)} ，也记作{\displaystyle \Gamma (U,F)} 。這個物件称作 {\displaystyle F} 在 {\displaystyle U} 上的截面（section）， {\displaystyle F} 在 {\displaystyle X} 上的截面称作 {\displaystyle F} 的全局截面（global section）。
- 对于每个开集之间的包含关系{\displaystyle V\subseteq U}，有范畴C中的一个态射{\displaystyle \operatorname {res} _{V,U}\colon F(U)\rightarrow F(V)}，称为限制态射。若{\displaystyle s\in F(U)}，则{\displaystyle {\text{res}}_{V,U}(s)}常类比以函数限制的写法，记作{\displaystyle s|_{V}}。限制态射满足以下两点性质：
  - 对于X中每个开集U，我们有{\displaystyle \operatorname {res} _{U,U}=\operatorname {id} _{F(U)}}，也即，从U到U的限制是F(U)上的恒等态射。
  - 给定任何三个开集{\displaystyle W\subseteq V\subseteq U}，有{\displaystyle {\text{res}}_{W,V}\circ {\text{res}}_{V,U}={\text{res}}_{W,U}}，即从U到V再到W的限制和从U直接到W的限制相同。

预层的很多例子来自不同类函数：对任意U，可给其上的连续实值函数集{\displaystyle C^{0}(U)}分配限制映射，限制映射就是将U上的连续函数限制到开子集V，且又是连续函数。两条预层公理立即得到检验，从而给出预层例子。这可以扩展成全纯函数层{\displaystyle {\mathcal {H}}(-)}与光滑函数层{\displaystyle C^{\infty }(-)}。
另一类常见例子是将U上的常实值函数集分配给U，这个预层也叫做关联于{\displaystyle \mathbb {R} }的常预层，记作{\displaystyle {\underline {\mathbb {R} }}^{psh}}。
这个定义可以用范畴论的术语很自然的表达。首先我们定义X上的开集的范畴为范畴{\displaystyle {\text{Top}}_{X}}，其对象是X的开集而其态射为包含映射。{\displaystyle {\text{Top}}_{X}}就成了和X的开子集上的偏序⊂相关的范畴。X上的C预层就是从{\displaystyle {\text{Top}}_{X}}到C的反变函子。

### 层
给定预层，很自然的问题是，它在开集U上的截面在多大程度上由到U开子集的限制决定。确切地讲，预层的截面由限制条件唯一决定时，即成为层。
层是满足以下两条公理的预层：
1. 假设U是开集，{\displaystyle \{U_{i}\}_{i\in I}}是U的开覆盖，满足{\displaystyle \forall i\in I,\ U_{i}\subseteq U}，且{\displaystyle s,t\in F(U)}是截面。{\displaystyle \forall i\in I,\ s|_{U_{i}}=t|_{U_{i}}}，则{\displaystyle s=t}。
2. 假设U是开集，{\displaystyle \{U_{i}\}_{i\in I}}是U的开覆盖，满足{\displaystyle \forall i\in I,\ U_{i}\subseteq U}，且{\displaystyle \{s_{i}\in F(U_{i})\}_{i\in I}}是一族截面。若所有截面对都与其定义域的重合一致，即若{\displaystyle \forall i,j\in I,\ s_{i}|_{U_{i}\cap U_{j}}=s_{j}|_{U_{i}\cap U_{j}}}，则存在截面{\displaystyle s\in F(U)}使{\displaystyle \forall i\in I,\ s|_{U_{i}}=s_{i}}。[1]

两个公理中，关于开覆盖的假设等价于假设{\textstyle \bigcup _{i\in I}U_{i}=U}。
公理2保证存在的截面s称作截面{\displaystyle s_{i}}的粘合（gluing）、连接（concatenation）或整理（collation）。据公理1，是唯一的。满足公理2的一致前提的截面{\displaystyle s_{i},\ s_{j}}常称作相容（compatible），于是公理1、2共同说明：任何成对相容截面的集合都可唯一地粘合起来。分离预层（separated presheaf）或单预层（monopresheaf）是满足公理1的预层。
上述由连续函数组成的预层是层。这简化为检验给定连续函数{\displaystyle f_{i}:U_{i}\to \mathbb {R} }（在交{\displaystyle U_{i}\cap U_{j}}上一致）是否有唯一的连续函数{\displaystyle f:U\to \mathbb {R} }，其限制等于{\displaystyle f_{i}}。相比之下，常预层常常不是层，因为不满足空集上的局部性公理。
预层和层一般用大写字母表示，F尤为常见，应为法语表示“层”的faisceau的首字母。花体字母也常见，如{\displaystyle {\mathcal {F}}}。
可以证明，要指定一个层，只需指定其对底空间拓扑基开集的限制即可。此外，还可证明，只要验证覆盖的开集是否符合层公理即可。这个观察用来构造代数几何中十分重要的准凝聚层。这里所说的拓扑空间是交换环R的谱，其点是R中的素理想p。开集{\displaystyle D_{f}:=\{p\subset R,f\notin p\}}构成了空间上的扎里斯基拓扑的基。给定R基M，Spec R上有层{\displaystyle {\tilde {M}}}，满足
{\displaystyle {\tilde {M}}(D_{f}):=M[1/f],}是M在f的局部化。
还有一种与前述等价的层表示。当且仅当对任意开U、U的任意开覆盖{\displaystyle (U_{a})}，都有{\displaystyle {\mathcal {F}}(U)}是纤维积{\displaystyle {\mathcal {F}}(U)\cong {\mathcal {F}}(U_{a})\times _{{\mathcal {F}}(U_{a}\cap U_{b})}{\mathcal {F}}(U_{b})}时，预层{\displaystyle {\mathcal {F}}}是层。这在构造层时特别有用，例如若{\displaystyle {\mathcal {F}},{\mathcal {G}}}是阿贝尔层，则层态射{\displaystyle {\mathcal {F}}\to {\mathcal {G}}}的核也是层，因为射影极限与射影极限可交换。上核不总是层，因为诱导极限不一定与射影极限可交换。一种解决方法是考虑诺特拓扑空间：开集都紧，由于有限射影极限与诱导极限可交换，所以上核是层了。

### 更多例子
- 任何纤维丛产生一个集合的层，通过取截面就可以得到。
- 赋环空间是有赋交换环层的空间；特别重要的有局部赋环空间，其中每个茎（参看下面）是局部环。
- 概形是特殊的局部赋环空间，在代数几何中很重要；模的层在相关理论中很重要。

#### 连续映射的截面层
拓扑空间的任何连续映射{\displaystyle f:Y\to X}决定了X上的层{\displaystyle \Gamma (Y/X)}，方法是置
{\displaystyle \Gamma (Y/X)(U)=\{s:U\to Y,f\circ s=\operatorname {id} _{U}\}.}
这样的s一般叫做f的截面，这个例子也就是{\displaystyle F(U)}中的元素通常叫截面的原因。当f是纤维丛在基空间上的投影时，这种构造尤为重要。例如，光滑函数层是平凡丛截面层。另一例：
{\displaystyle \mathbb {C} {\stackrel {\exp }{\to }}\mathbb {C} \setminus \{0\}}
的截面层是U上复对数的分支集合分配给任意U的层。
给定一个点x与阿贝尔群S，摩天层（skyscraper sheaf）{\displaystyle S_{x}}的定义如下：若U是含x的开集，则{\displaystyle S_{x}(U)=S}；否则{\displaystyle S_{x}(U)=0}，是平凡群。若开集都包含x，则限制映射是S上的恒等映射，否则是零映射。

#### 流形上的层
n维{\displaystyle C^{k}}流形M上，有很多重要的层，如j阶连续可微函数层{\displaystyle {\mathcal {O}}_{M}^{j}\ (j\leq k)}。它在某开U上的截面是{\displaystyle C^{j}}函数{\displaystyle U\to \mathbb {R} }。对{\displaystyle j=k}，这个层称为结构层，记作{\displaystyle {\mathcal {O}}_{M}}。非零{\displaystyle C^{k}}函数也形成一个层，记作{\displaystyle {\mathcal {O}}_{X}^{\times }}。（度为p的）微分形式也形成层{\displaystyle \Omega _{M}^{p}}。所有例子中，限制态射都由限制函数或形式给出。
将U分配到U上的紧支持函数不是层，因为一般没法传递到更小开子集后仍保留这性质。相反，这形成了上层的对偶概念，其中限制映射的方向与层相反。然而，从这些向量空间的对偶空间中确实可得到一个层，即分布层。

#### 不是层的预层
除了上述常预层外，还有很多不是层的预层：
- 令X是离散两点空间{\displaystyle \{x,y\}}，具有离散拓扑。定义预层F：{\displaystyle F(\varnothing )=\{\varnothing \},\ F(\{x\})=\mathbb {R} ,\ F(\{y\})=\mathbb {R} ,\ F(\{x,y\})=\mathbb {R} \times \mathbb {R} \times \mathbb {R} }

限制映射{\displaystyle F(\{x,y\})\to F(\{x\})}是{\displaystyle \mathbb {R} \times \mathbb {R} \times \mathbb {R} }在第一坐标的投影，限制映射{\displaystyle F(\{x,y\})\to F(\{y\})}是{\displaystyle \mathbb {R} \times \mathbb {R} \times \mathbb {R} }在第二坐标的投影。F是不分离的预层：全局截面由3个数确定，但截面在{\displaystyle \{x\},\ \{y\}}上的值则只决定了其中2个数字。因此，虽然可将{\displaystyle \{x\},\ \{y\}}上的任意两截面粘在一起，但没有唯一的粘合。
- 令{\displaystyle X=\mathbb {R} }为实线，并令{\displaystyle F(U)}为U上的有界连续函数集。这不是层，因为不总可粘合。例如，令{\displaystyle U_{i}=\{x||x|<i\}}。恒等函数{\displaystyle f(x)=x}在每个{\displaystyle U_{i}}上都有界，因此我们得到{\displaystyle U_{i}}上的截面{\displaystyle s_{i}}。然而，由于函数f在实线上无界，所以这些截面并不粘合。于是F是预层，但不是层。其实，F是分离的，因为是连续函数层的子预层。

### 复解析空间和代数几何的动机
层的历史动机之一来自研究复流形、复解析几何与代数几何中的概形论。这是因为在前面的所有情形中，我们考虑的都是拓扑空间X及赋予其复流形、复解析空间或概形结构的结构层{\displaystyle {\mathcal {O}}}。这种为拓扑空间配备层的观点对局部赋环空间理论至关重要（下详）。

#### 复流形的技术挑战
引入层的主要历史动机之一，是构造一种跟踪复流形上全纯函数的结构。例如，紧复流形X（如复射影空间或齐次多项式射影空间的趋零轨迹）上，唯一的全纯函数是
{\displaystyle f:X\to \mathbb {C} }
是常函数。这意味着存在2个不同构的紧复流形{\displaystyle X,X'}，全局全纯函数环{\displaystyle {\mathcal {H}}(X),{\mathcal {H}}(X')}则同构。这与光滑流形相反，当中每个流形M都可嵌入{\displaystyle \mathbb {R} ^{n}}，于是其光滑函数环{\displaystyle C^{\infty }(M)}来自于对光滑函数{\displaystyle C^{\infty }(\mathbb {R} ^{n})}的限制。考虑复流形X上的全纯函数环的另一个复杂性在于，给定足够小的开集{\displaystyle U\subset X}，全纯函数将同构于{\displaystyle {\mathcal {H}}(U)\cong {\mathcal {H}}(\mathbb {C} ^{n})}。层是处理这种复杂性的直接工具，因为层能跟踪任意开子集{\displaystyle U\subset X}上X的底拓扑空间的全纯结构。这意味着，随着U变得越来越复杂，环{\displaystyle {\mathcal {H}}(U)}可通过粘合{\displaystyle {\mathcal {H}}(U_{i})}表达。注意，当要强调结构层所关联的空间时，有时这个层被表示为{\displaystyle {\mathcal {O}}(-)}或只是{\displaystyle {\mathcal {O}}}、{\displaystyle {\mathcal {O}}_{X}}。

#### 用层追踪子流形
另一个常见的层的例子见于复子流形{\displaystyle Y\hookrightarrow X}。有相关层{\displaystyle {\mathcal {O}}_{Y}}，取开子集{\displaystyle U\subset X}，并给出{\displaystyle U\cap Y}上的全纯函数环。这种形式化非常强大，激发了很多同调代数，如层上同调，因为相交理论可用这类层从塞尔相交公式中建立起来。

## 态射
令F和G为X上两个层，都在范畴C中取值。我们定义从G到F的态射为一族在范畴C内对于所有在X中的开U的态射{\displaystyle \varphi _{U}:\ G(U)\to F(U)}，它们和限制映射可交换。也就是，下面的图必须可交换
对于X中的每一对开集{\displaystyle U\subseteq V}。若F和G视为{\displaystyle {\text{Top}}_{X}\to C}的反变函子，则它们之间的态射不过就是自然变换。采用这个定义，所有X上的C-值层构成一个范畴（一个函子范畴）。X上的层的一个同构就是这个范畴里的一个同构。
可以把这个概念推广到不同空间上的层之间的态射。令{\displaystyle f:\ X\to Y}为一个两个拓扑空间之间的连续函数，并令F为X上的层且G为Y上的层，二者都在C中取值。那么从G到F的相对于f的态射为一族态射{\displaystyle varphi_{U}:\ G(U)\to F(f^{-1}(U))}对于Y中每个开集U，使得图
对于Y中每一对开集{\displaystyle U\subseteq V}可交换。前面的定义是f是X上的恒等映射时的特殊情况。
在一般情况中范畴理论的表述稍微复杂一点。令Top为从拓扑空间范畴Top到小范畴范畴Cat的反变函子，它把每个拓扑空间X映到其开集的偏序集范畴{\displaystyle {\text{Top}}_{X}}。这里{\displaystyle {\text{Top}}(f):\ {\text{Top}}_{X}\to {\text{Top}}_{X}}是反变函子，把每个开集映到它的原象。把F和Top(f)复合，得到{\displaystyle {\text{Top}}_{Y}\to C}的反变函子。一个从G到F相对于f的态射就是{\displaystyle G\to F\circ {\text{Top}}(f)}的自然变换。
注意上面所有这些对于预层也成立。

### 层的茎
层{\displaystyle {\mathcal {F}}}的茎（stalk）{\displaystyle {\mathcal {F}}_{x}}捕捉了层在点{\displaystyle x\in X}“周围”的性质，推广了函数的芽（germ）。此处的“周围”是说要观察点附近越来越小的邻域。没有足够小的邻域时，就要考虑某种极限，更确切地说茎的定义是
{\displaystyle {\mathcal {F}}_{x}=\varinjlim _{U\ni x}{\mathcal {F}}(U),}
有向极限（direct limit，用范畴论术语，这是一个余极限（colimit）的例子）是包含给定点x的X的所有开子集。即，茎的一个元素由x的某开邻域上的截面给出。两个这样的截面的限制若在更小的邻域上一致，则视作等价。
自然态射{\displaystyle F(U)\to F_{x}}将{\displaystyle F(U)}中的截面x发送到x处的芽，推广了芽的通常定义。
很多时候，知道了层的茎就足以控制层。例如，从茎就能判断层的态射是单射、满射还是同构，这样来看层是由茎（局部数据）决定的；相对地，全局截面（整个空间X上的截面{\displaystyle {\mathcal {F}}(X)}）携带的全局信息通常就少些，例如对紧复流形X，全纯函数层的全局截面就只是{\displaystyle \mathbb {C} }，因为任何全纯函数
{\displaystyle X\to \mathbb {C} }
由刘维尔定理都是常值的。

### 将预层变为层
预层数据取出、表示为层总是很有用。事实证明，取预层F再产生新层aF总有最好的方法，称作层化（sheafification）或取与预层相关联的层F，如常预层（上详）的层化称作常层（constant sheaf）。不过，其截面是局部常值函数。
层{\displaystyle aF}可用F的平展空间构造，即作为映射
{\displaystyle \mathrm {Spe} (F)\to X}
的截面层。另一种构造是通过预层到预层的函子L，渐进地改进预层的性质：对任意预层F，{\displaystyle LF}是分离预层；对任意分离预层F，{\displaystyle LF}是层。相关层{\displaystyle aF}由{\displaystyle LLF}给出。
层{\displaystyle aF}是对预层F的最佳近似，下列泛性质使其变得更精确：有预层的自然态射{\displaystyle i\colon F\to aF}，使得对任意层G、任意预层态射{\displaystyle f\colon F\to G}，都有唯一的层态射{\displaystyle {\tilde {f}}\colon aF\rightarrow G}使{\displaystyle f={\tilde {f}}i}。其实a是从层范畴到预层范畴的包含函子（或遗忘函子）的左伴随函子，i是伴随的单位。这样，层范畴变为预层的Giraud子范畴。这就是为什么在构造层态射或层张量积的上核时会出现层化函子，而非在构造核时出现。

### 子层、商层
若K是阿贝尔群的层F的子层，则商层Q是与预层{\displaystyle U\mapsto F(U)/K(U)}相联系的层；即，商层符合阿贝尔群层的正合序列（exact sequence）：
{\displaystyle 0\to K\to F\to Q\to 0.}
（这也称作层扩张。）
令{\displaystyle F,G}为阿贝尔群层。层F到G的态射的集合{\displaystyle \operatorname {Hom} (F,G)}形成阿贝尔群（由G的阿贝尔群结构决定）。则，F与G的层同态记作
{\displaystyle {\mathcal {Hom}}(F,G)}
是阿贝尔群层{\displaystyle U\mapsto \operatorname {Hom} (F|_{U},G|_{U})}，其中{\displaystyle F|_{U}}是{\displaystyle (F|_{U})(V)=F(V)}给出的U上的层（此处不需层化）。F、G的直和是{\displaystyle U\mapsto F(U)\oplus G(U)}给出的层，F、G的张量积是与预层{\displaystyle U\mapsto F(U)\otimes G(U)}相关联的层。
所有运算都可扩张到环层A上的模层；A是常层{\displaystyle {\underline {\mathbf {Z} }}}时，以上是特殊情形。

### 基本泛函性
由于（预）层的数据取决于基空间的开子集，不同拓扑空间上的层彼此无关，即之间没有态射。不过，给定两拓扑空间之间的连续映射{\displaystyle f:X\to Y}，则前推和拉回将X上的层和Y上的层联系起来，反之亦然。

#### 直像
层{\displaystyle {\mathcal {F}}}在X上的前推（也称作直像）是层
{\displaystyle (f_{*}{\mathcal {F}})(V)={\mathcal {F}}(f^{-1}(V)).}
其中V是Y的开子集，因此根据f的连续性，其预像在X中是开的。
这构造恢复了上述摩天层{\displaystyle S_{x}}：
{\displaystyle S_{x}=i_{*}(S)}
其中{\displaystyle i:\{x\}\to X}是包含，而S被视作单元集上的层（由{\displaystyle S(\{*\})=S,S(\emptyset )=\emptyset }）。
对于局部紧空间之间的映射，有紧支撑集的直像是直像的子层。由定义，{\displaystyle (f_{!}{\mathcal {F}})(V)}包含支撑集为V上的紧合映射的{\displaystyle f\in {\mathcal {F}}(f^{-1}(V))}。若f自身紧合，则{\displaystyle f_{!}{\mathcal {F}}=f_{*}{\mathcal {F}}}，但一般不一致。

#### 逆像
拉回或逆像则相反，在X上从Y上的层{\displaystyle {\mathcal {G}}}产生层{\displaystyle f^{-1}{\mathcal {G}}}。若f是开子集的包含，则逆像只是一个限制，即对开的{\displaystyle U\subset X}，由{\displaystyle (f^{-1}{\mathcal {G}})(U)={\mathcal {G}}(U)}给出。现有某空间X，如对一些开子集{\displaystyle U_{i}}，{\displaystyle X=\bigcup _{i\in I}U_{i}}且F的限制对所有开子集为常值，则层F是局部常层。在很多拓扑空间X上，这种层等价于基本群{\displaystyle \pi _{1}(X)}的表示。
对一般映射f而言，{\displaystyle f^{-1}{\mathcal {G}}}的定义更复杂，在逆像函子处很详细。从自然识别的角度来看，茎是拉回中的基本特例，其中i如上：
{\displaystyle {\mathcal {G}}_{x}=i^{-1}{\mathcal {G}}(\{x\}).}
更一般地说，茎满足{\displaystyle (f^{-1}{\mathcal {G}})_{x}={\mathcal {G}}_{f(x)}.}

#### 零扩张
对开子集的包含{\displaystyle j:U\to X}，U上阿贝尔群层的零扩张的定义是
{\displaystyle (j_{!}{\mathcal {F}})(V)={\mathcal {F}}(V)}，若{\displaystyle V\subset U}，否则{\displaystyle (j_{!}{\mathcal {F}})(V)=0}。
对X上的层{\displaystyle {\mathcal {G}}}，这构造在某种意义上是{\displaystyle i_{*}}的补充，其中i是U之补的包含：
{\displaystyle (j_{!}j^{*}{\mathcal {G}})_{x}={\mathcal {G}}_{x},\ \forall x\in U}，否则茎为零；而
{\displaystyle (i_{*}i^{*}{\mathcal {G}})_{x}=0,\ \forall x\in U}，否则等于{\displaystyle {\mathcal {G}}_{x}}。
因此，这些函子十分利于将X的层理论问题简化为分层问题（即将X分解为更小的局部闭子集）。

## 补

### 更一般范畴中的层
上述（预）层的{\displaystyle {\mathcal {F}}(U)}只是集合，很多时候跟踪界面上的附加结构也很重要。例如，连续函数层的截面自然形成了实向量空间，限制是其间的线性映射。
在任意范畴C中取值的预层是这样定义的：将X上的开集范畴视作偏序范畴{\displaystyle O(X)}，其对象是X的开集，态射是包含。则，X上的C值预层等同于{\displaystyle O(X)\to C}的反变函子。这函子范畴中的态射（也称作自然变换）与上面定义的态射相同，由定义自明。
若目标范畴C允许所有极限，则对任意开集U的每个开覆盖{\displaystyle {\mathcal {U}}=\{U_{i}\}_{i\in I}}，若下图是等化子，则C值预层是层：
{\displaystyle F(U)\rightarrow \prod _{i}F(U_{i}){{{} \atop \longrightarrow } \atop {\longrightarrow  \atop {}}}\prod _{i,j}F(U_{i}\cap U_{j}).}
其中第一个映射是下面的限制映射之积：
{\displaystyle \operatorname {res} _{U_{i},U}\colon F(U)\rightarrow F(U_{i})}
那对箭头是两组限制集之积：
{\displaystyle \operatorname {res} _{U_{i}\cap U_{j},U_{i}}\colon F(U_{i})\rightarrow F(U_{i}\cap U_{j})}
及
{\displaystyle \operatorname {res} _{U_{i}\cap U_{j},U_{j}}\colon F(U_{j})\rightarrow F(U_{i}\cap U_{j}).}
若C是阿贝尔范畴，则这条件也可改写为要求有正合序列
{\displaystyle 0\to F(U)\to \prod _{i}F(U_{i})\xrightarrow {\operatorname {res} _{U_{i}\cap U_{j},U_{i}}-\operatorname {res} _{U_{i}\cap U_{j},U_{j}}} \prod _{i,j}F(U_{i}\cap U_{j}).}
这层条件的特殊情形是：U是空集，索引集I也是空集。这时层条件要求{\displaystyle {\mathcal {F}}(\emptyset )}是C中的终对象。

### 赋环空间与模层
在代数几何与微分几何等学科中，空间伴随着环的自然层，常称作结构层，记作{\displaystyle {\mathcal {O}}_{X}}。这样的对子{\displaystyle (X,{\mathcal {O}}_{X})}称作赋环空间。很多种空间都可定义为某种赋环空间。通常，结构层的所有茎{\displaystyle {\mathcal {O}}_{X,x}}都是局部环，这时称作局部赋环空间。
例如，n维{\displaystyle C^{k}}流形M是局部赋环空间，其结构层包含M的开子集上的{\displaystyle C^{k}}函数。局部赋环空间的性质，意味着x点非零的函数在x的足够小的开邻域上也非零。有人将实（或复）流形定义为局部赋环空间，且局部同构于{\displaystyle \mathbb {R} ^{n}}（或{\displaystyle \mathbb {C} ^{n}}）的开子集及{\displaystyle C^{k}}（或全纯）函数的层组成的对子。相似地，代数几何的基础空间概念——概形，是与环的谱局部同构的局部赋环空间。
给定赋环空间，模层是层{\displaystyle {\mathcal {M}}}，使对开集{\displaystyle \forall U\subset X,\ {\mathcal {M}}(U)}是{\displaystyle {\mathcal {O}}_{X}(U)}模；对每个开集的包含{\displaystyle V\subseteq U}，限制映射{\displaystyle {\mathcal {M}}(U)\to {\mathcal {M}}(V)}与限制映射{\displaystyle {\mathcal {O}}(U)\to {\mathcal {O}}(V)}相容：{\displaystyle \forall f\in {\mathcal {O}}(U),\ s\in {\mathcal {M}}(U)}，对fs的限制是f的限制乘以s的限制。
最重要的几何对象是模的层。例如，向量丛与{\displaystyle {\mathcal {O}}_{X}}模的局部自由层间存在一一对应关系。这范式适用于实向量丛、复向量丛和代数几何中的向量丛（其中{\displaystyle {\mathcal {O}}}分别包含光滑函数、全纯函数与正规函数）。微分方程解的层是D模，即微分算子层上的模。在任何拓扑空间上，常层{\displaystyle {\underline {\mathbf {Z} }}}上的模都与上述意义的阿贝尔群层是一样的。
对环层的模层，有个不寻常的逆像函子，通常记作{\displaystyle f^{*}}，与{\displaystyle f^{-1}}不同。

#### 模层的有限性条件
交换环上模的有限性条件也会引起类似的模层的有限性条件：若对每个点{\displaystyle x\in X}，存在x的开邻域U、自然数n（可能取决于U）及层的满射{\displaystyle {\mathcal {O}}_{X}^{n}|_{U}\to {\mathcal {M}}|_{U}}，则{\displaystyle {\mathcal {M}}}称作有限生成；若满射是{\displaystyle {\mathcal {O}}_{X}^{m}|_{U}\to {\mathcal {O}}_{X}^{n}|_{U}\to {\mathcal {M}}|_{U}\to 0}（m也是自然数），则称作有限表示。与凝聚模的概念相似，若{\displaystyle {\mathcal {M}}}是有限类，且对每个开集U、每个层态射{\displaystyle \phi :{\mathcal {O}}_{X}^{n}\to {\mathcal {M}}}（不必是满射），{\displaystyle \phi }的核也是有限类，则称{\displaystyle {\mathcal {M}}}是凝聚层。{\displaystyle {\mathcal {O}}_{X}}若作为自身上的模是凝聚的，则也是凝聚的。与模类似，凝聚一般是个严格强于有限表示的条件。冈凝聚定理指出，复流形上全纯函数层是凝聚的。

## 层的平展空间
上面的例子中可以观察到，有些层是以截面层的形式自然出现的。实际上，集合的所有层都可表为拓扑空间的截面层，前者即是平展空间。
层论发展的早期，就证明了给定层X上的F和给定一个特定拓扑空间E以及一个从E到X的连续函数一样。更精确的讲：对于一个X上的集合层F，存在一个局域同胚
π: E → X
使得F和上节例子中所述的π的截面层同构。
进一步的有，空间E是确定的，最多差一个F的同胚。这是F的茎空间：每个茎给了离散拓扑，并且我们取所有茎的不交并，而π把所有的茎Fx映射到x。这个茎的空间的拓扑可以取为这样一个拓扑，它使得层F可以从π截面的层中重建出来。
在高一级的抽象中，我们可以说X上的集合的层的范畴是等价于到X的局部同胚的范畴的。（也可以从可表示函子的理论的角度来考虑这样一个空间；历史表明这个理论也在1950年代中期发展出来）。
在Godement的深具影响的关于同调代数和层论的书中（Topologie Algebrique et Theorie des Faisceaux, R. Godement），空间E被称为平展空间（espace étalé）；在那本书中，层事实上定义为从局部同胚的截面得到；上面给出的函子方式的定义后来才出现，但现在更为普遍。
上面的考虑对于X上的C层也成立：我们还是从茎的空间出发，每个茎是C中的一个对象，而截面自然也成为C中的对象。
给定任意连续映射g : Z → X,相应的截面的层给了上述方式的茎的空间E和一个局部同胚π : E → X。在某种意义上，这是处理映射g的所有'分支'，并且是以'尽可能最好的方式'。这可以用共轭函子表示；但是从某种意义上讲层的更广泛的概念远离了几何直觉。

## 层上同调
在开集U固定、层被视为变量的情形中，集合{\displaystyle F(U)}也常表示为{\displaystyle \Gamma (U,F).}
如上所述，这函子并不保留满态射，层满态射{\displaystyle {\mathcal {F}}\to {\mathcal {G}}}是具有以下性质的映射：对任意截面{\displaystyle g\in {\mathcal {G}}(U)}，有覆盖{\displaystyle {\mathcal {U}}=\{U_{i}\}_{i\in I}}，其中
{\displaystyle U=\bigcup _{i\in I}U_{i}} 
的开子集，使限制{\displaystyle g|_{U_{i}}}在{\displaystyle {\mathcal {F}}(U_{i})}的像中；但g本身不一定在{\displaystyle {\mathcal {F}}(U)}的像中。这种现象的一个具体例子是全纯函数层与非零全纯函数间的指数映射
{\displaystyle {\mathcal {O}}{\stackrel {\exp }{\to }}{\mathcal {O}}^{\times }}
这映射是满态射，相当于说，任意非零全纯函数g（如在某C的开子集上）允许局部的复对数，即将g限制到适当的开子集后，有复对数。不过g不一定有全局对数。
层上同调捕捉到了这一现象：对阿贝尔群层正合序列
{\displaystyle 0\to {\mathcal {F}}_{1}\to {\mathcal {F}}_{2}\to {\mathcal {F}}_{3}\to 0,}
（即满态射{\displaystyle {\mathcal {F}}_{2}\to {\mathcal {F}}_{3}}，核是{\displaystyle {\mathcal {F}}_{1}}），有长正合序列{\displaystyle 0\to \Gamma (U,{\mathcal {F}}_{1})\to \Gamma (U,{\mathcal {F}}_{2})\to \Gamma (U,{\mathcal {F}}_{3})\to H^{1}(U,{\mathcal {F}}_{1})\to H^{1}(U,{\mathcal {F}}_{2})\to H^{1}(U,{\mathcal {F}}_{3})\to H^{2}(U,{\mathcal {F}}_{1})\to \dots }通过序列，第一上同调群{\displaystyle H^{1}(U,{\mathcal {F}}_{1})}是{\displaystyle {\mathcal {F}}_{2},\ {\mathcal {F}}_{3}}截面之间映射的非满射性的度量。
有几种不同方法构造层上同调。Grothendieck (1957)将其定义为{\displaystyle \Gamma }的导出函子，这方法在理论上很令人满意，但由于基于单射消解，在具体计算中用处不大。Godement消解是另一种通用但实际无法使用的方法。

### 计算层上同调
特别是在流形上的层的背景下，层上同调通常可由软层、细层和弛层的消解来计算。例如，单位分解表明，流形上的光滑函数层是软的。更高阶上同调群{\displaystyle H^{i}(U,{\mathcal {F}})\ (i>0)}对软层为零，这就提供了计算其他层的上同调的方法，例如德拉姆复形是任何光滑流形上的常层{\displaystyle {\underline {\mathbf {R} }}}的消解，于是{\displaystyle {\underline {\mathbf {R} }}}的层上同调等于其德拉姆上同调。
另一种方法是切赫上同调，是第一个为层发展的上同调论，非常适合具体计算，如计算复射影空间{\displaystyle \mathbb {P} ^{n}}的凝聚层上同调。其将空间开子集上的截面同空间上的上同调类联系起来。切赫上同调与导出函子上同调往往能算出相同的上同调群，但对某些病态空间，切赫上同调能给出正确的{\displaystyle H^{1}}，而给出错误的更高阶上同调群。为解决这问题，让-路易·韦迪耶提出了超覆叠，不仅能给出正确的高阶上同调群，还允许用来自另一空间的某些态射替换上述开子集。这种灵活性在部分应用中非常有必要，如皮埃尔·德利涅的混合霍奇结构构造。

很多其他凝聚层上同调群存在于空间X嵌入已知上同调的空间（如{\displaystyle \mathbb {P} ^{n}}或一些加权射影空间）{\displaystyle i:X\hookrightarrow Y}找到的。这样，这些环境空间上的已知的层上同调群可与层{\displaystyle i_{*}{\mathcal {F}}}相关联，给出{\displaystyle H^{i}(Y,i_{*}{\mathcal {F}})\cong H^{i}(X,{\mathcal {F}})}。例如，计算射影面曲线的凝聚层上同调就很容易。这空间中的一个重要定理是用与层上同调群相关的谱序列找到的霍奇分解，是德利涅证明的。本质上，{\displaystyle E_{1}}页的项
{\displaystyle E_{1}^{p,q}=H^{p}(X,\Omega _{X}^{q})}
是光滑射影簇X的层上同调的退化，即{\displaystyle E_{1}=E_{\infty }}。这给出了上同调群上的正规霍奇结构{\displaystyle H^{k}(X,\mathbb {C} )}。后来发现，这些上同调群很容易用格里菲斯留数计算，见雅可比理想。这类定理引出了关于代数簇上同调的最深刻的定理之一——分解定理，为混合霍奇模奠定了基础。
计算某些上同调群的另一种简便方法是博雷尔–韦伊–博特定理，将一些标志流形上的线丛的上同调群与李群的不可约表示联系起来。比如说，这定理可用来轻松计算射影空间和格拉斯曼流形上所有线丛的上同调群。
很多时候，层有一种对偶理论，推广了庞加莱对偶性。见凝聚对偶性与韦迪耶对偶性。

### 层的导出范畴
（举例来说，某空间X上阿贝尔群的）层范畴的导出范畴可记作{\displaystyle D(X)}，是层上同调概念的避风港，因为有以下关系：
{\displaystyle H^{n}(X,{\mathcal {F}})=\operatorname {Hom} _{D(X)}(\mathbf {Z} ,{\mathcal {F}}[n]).}
{\displaystyle f^{-1}}是{\displaystyle f_{*}}的左伴随（已经在阿贝尔群层的级别），给出了伴随
{\displaystyle f^{-1}:D(Y)\rightleftarrows D(X):Rf_{*}} (for {\displaystyle f:X\to Y}),
其中{\displaystyle Rf_{*}}是导出函子。后一个函子包含了层上同调的概念，因为{\displaystyle H^{n}(X,{\mathcal {F}})=R^{n}f_{*}{\mathcal {F}}} for {\displaystyle f:X\to \{*\}.}
与{\displaystyle f_{*}}相似，也可推导出具有紧支撑集的直像{\displaystyle f_{!}}。根据下面的同构，{\displaystyle Rf_{!}F}参数化了f的纤维的具有紧支撑集的上同调：
{\displaystyle (R^{i}f_{!}F)_{y}=H_{c}^{i}(f^{-1}(y),F).}
这同构是基变换定理的一例。还有伴随
{\displaystyle Rf_{!}:D(X)\rightleftarrows D(Y):f^{!}.}
不同于上述所有函子，扭（或特殊）反像函子{\displaystyle f^{!}}一般只定义在派生范畴的层级上，即函子不是阿贝尔范畴间的某函子的导出函子。若{\displaystyle f:X\to \{*\}}，X是n维光滑有向流形，则
{\displaystyle f^{!}{\underline {\mathbf {R} }}\cong {\underline {\mathbf {R} }}[n].}
这种计算，以及函子与对偶性的相容性（见韦迪耶对偶性）蕴含着对庞加莱对偶性的高深见解。在概形上的准凝聚层中，有类似的对偶性，称作凝聚对偶性。
错致层是{\displaystyle D(X)}中的某些对象，即复层（但一般不是真（proper）层），是研究奇点几何的重要工具。

#### 凝聚层的导出范畴与格罗滕迪克群
层导出范畴的另一重要应用是概形X上凝聚层的导出范畴，记作{\displaystyle D_{Coh}(X)}。格罗滕迪克在研究相交理论时使用了导出范畴与K-理论，即子概形{\displaystyle Y_{1},Y_{2}}的交积在K-理论中表示为
{\displaystyle [Y_{1}]\cdot [Y_{2}]=[{\mathcal {O}}_{Y_{1}}\otimes _{{\mathcal {O}}_{X}}^{\mathbf {L} }{\mathcal {O}}_{Y_{2}}]\in K({\text{Coh(X)}})}
其中{\displaystyle {\mathcal {O}}_{Y_{i}}}是凝聚层，由其结构层给出的{\displaystyle {\mathcal {O}}_{X}}模定义。

## 景与意象（拓扑斯）
安德烈·韦伊的韦伊猜想认为，有限域上的代数簇有一种上同调论，可给出黎曼猜想的类似理论。复流形的上同调可定义为欧氏拓扑中局部常层{\displaystyle {\underline {\mathbf {C} }}}的层上同调，这意味着将正示性的韦伊上同调论定义为常层的层上同调。但是，这样的簇上唯一的经典拓扑是扎里斯基拓扑，其开集非常少，以至于不可约簇上任何扎里斯基常层的上同调都为零。亚历山大·格罗滕迪克通过引入格罗滕迪克拓扑解决了这问题，其公理化了“覆叠”的概念。格罗滕迪克的独到见解是，层的定义只取决于拓扑空间的开集，而非单个点。公理化了覆叠的概念，就可以把开集换成其他对象。预层可把每个对象作为数据，而层就是在新覆叠概念下满足粘合公理的预层。这使得格罗滕迪克能定义平展上同调和ℓ进上同调，最终用于证明韦伊猜想。
具有格罗滕迪克拓扑的范畴叫做景（site）。景上的层范畴称作意象（topos，或音译拓扑斯）或格罗滕迪克意象。意象的概念后来被William Lawvere和Miles Tierney抽象化，以定义基本意向，与数理逻辑有关。

## 历史
层论最初的起源很难确认—它们可能和解析延拓的思想共存。可以识别的独立的层论才从上同调的基础工作中出现大约花了15年的时间。 
- 1936年爱德华·切赫引入神经（Nerve）构造，以将一个单纯复形关联到一个开覆盖。
- 1938年Hassler Whitney给出上同调的一个'现代'定义，归纳了自J. W. Alexander和Kolmogorov首次定义余链（cochain）以来的工作。
- 1943年诺曼·斯廷罗德发表了关于带局部系数的同调类的工作。
- 1945年让·勒雷发表了作为POW进行的工作，由应用到偏微分方程理论的不动点定理的证明作为其动机；它是层论和谱序列的开始。
- 1947年昂利·嘉当在和安德烈·韦伊的通信中用层的方法重新证明了德拉姆定理。勒雷在他的课程中通过闭集（后来的壳（carapaces）)给了一个层的定义。
- 1948年嘉当研讨班首次写下层论
- 1950年嘉当研讨班的层论'第二版':使用了层空间（éspace étalé，平展空间）的定义，采用茎方面的结构。支集和有支集的上同调被引入。连续映射导致了谱序列。同时冈洁在多复变量中引入和理想的层相似的思想。
- 1951年嘉当研讨班基于冈洁的工作证明了定理A和B]。
- 1953年凝聚层的有限性定理在解析理论中由卡当和塞尔证明，塞尔对偶性也得到了证明。
- 1954年塞尔的论文Faisceaux algébriques cohérents（发表于1955年）把层引入代数几何。这些思想很快为Hirzebruch所采用，他在1956年写了一本拓扑方法的重要著作。
- 1955年格罗滕迪克在堪萨斯的讲演中定义了可交换范畴和预层，然后使用内射分解（injective resolution）使得层上同调可以在所有拓扑空间作为导函子直接使用。
- 1956年扎里斯基（Oscar Zariski）的报告代数层论，第二个夏季学院的科学报告：多复变量[1954年, Boulder (Col.)],第三部，美国数学学会公告, t. 62, 1956年, 117-141页.
- 1957年格罗滕迪克的Tohoku论文重写了同调代数；他证明了格罗滕迪克对偶性（也即，对于可能有奇点的代数簇的塞尔对偶性）。
- 1958年Godement关于层论的著作出版。大约同一时间佐藤干夫建议了他的超函数，它具有层论的本质。
- 1957年以后：格罗滕迪克按照代数几何的需要扩展了层论，引入：概形和其上的一般层，局部上同调，导出范畴（derived category，与Verdier的共同工作)，以及格罗滕迪克拓扑。也出现了他极有影响的同调代数的'六操作'的概形思想。

至此，层成为数学的一个主流部分，其应用根本不局限于代数拓扑。后来层范畴的逻辑被发现是直觉逻辑（该发现现在经常被称为Kripke-Joyal语义，但可能应该归功于一系列作者）。这表明层论的某些方面甚至可以追述到莱布尼兹。

## 参看
- 束 (数学)
- 堆 (范畴论)

## 脚注
1. ↑  Eisenbud, David; Harris, Joe, , GTM, New York, NY: Springer: 11–18, 6 April 2006, ISBN 978-0-387-22639-2
2. ↑  Tennison, B. R., , Cambridge University Press, 1975, MR 0404390
3. ↑  Bredon (1997，Chapter V, §1)
4. ↑  Demailly, Jean-Pierre.  (PDF). （原始内容存档 (PDF)于2020-08-28）.
5. ↑  Cartan, Henri.  (PDF). （原始内容存档 (PDF)于2020-10-08）.
6. 1 2  . Mathematics Stack Exchange.   [2020-10-07]. （原始内容存档于2023-09-04）.
7. ↑  Hawley, Newton S. . Annals of Mathematics. 1950, 52 (3): 637–641. JSTOR 1969438. doi:10.2307/1969438.
8. ↑  SGA 4 II 3.0.5
9. ↑  Iversen (1986，Chapter VII)
10. ↑  Ramanan (2005)
11. ↑  Hartshorne (1977), Theorem III.5.1.
12. ↑  Deligne, Pierre. . Publications Mathématiques de l'IHÉS. 1971, 40: 5–57  [2023-12-18]. S2CID 118967613. doi:10.1007/BF02684692. （原始内容存档于2023-09-04） （英语）.
13. ↑  Deligne, Pierre. . Publications Mathématiques de l'IHÉS. 1974, 44: 5–77  [2023-12-18]. S2CID 189777706. doi:10.1007/BF02685881. （原始内容存档于2023-09-04） （英语）.
14. ↑  Iversen (1986，Chapter VII, Theorem 1.4)
15. ↑  Kashiwara & Schapira (1994，Chapter III, §3.1)
16. ↑  de Cataldo & Migliorini (2010)
17. ↑  Grothendieck. .   [2023-12-18]. （原始内容存档于2023-06-29）.